# Ana Seymour, Duquesa de Somerset
Ana Seymour ou Ana Stanhope (em inglês:  Anne; c. 1510 — 16 de abril de 1587) era filha de Sir Eduardo Stanhope e Isabel Bourchier. Como esposa de Eduardo Seymour, 1.º Duque de Somerset, que exerceu o cargo de Lorde Protetor durante a primeira parte do reinado do seu sobrinho, o rei Eduardo VI, Ana foi brevemente a mulher mais poderosa da Inglaterra. Ela ainda alegou precedência sobre a rainha Catarina Parr.

## Biografia
Em 1535, Ana casou-se como sua segunda esposa de Sir Eduardo Seymour (sendo este o seu primeiro marido), o irmão mais velho de Joana Seymour, que em 1536 viria a ser a terceira esposa do rei Henrique VIII de Inglaterra. Pouco depois do casamento do rei com Joana, Eduardo foi criado Visconde de Beauchamp, menos de um ano e meio depois, em outubro de 1537, ele foi criado Conde de Hertford, tornando-se Ana Condessa de Hertford. Ela foi criada Duquesa de Somerset, quando o marido foi criado duque em 1547. 
Seu marido, que se tornou Lorde Protetor da Inglaterra durante a minoridade do sobrinho Eduardo VI, foi executado por traição em 22 de janeiro de 1552.
Ana se casou pela última vez com Francisco Newdigate, porém a união não produziu filhos. 
Ela faleceu em 16 de abril de 1587 e foi sepultada na Abadia de Westminster, onde o seu túmulo pintado com a sua efígie pode ser visto.

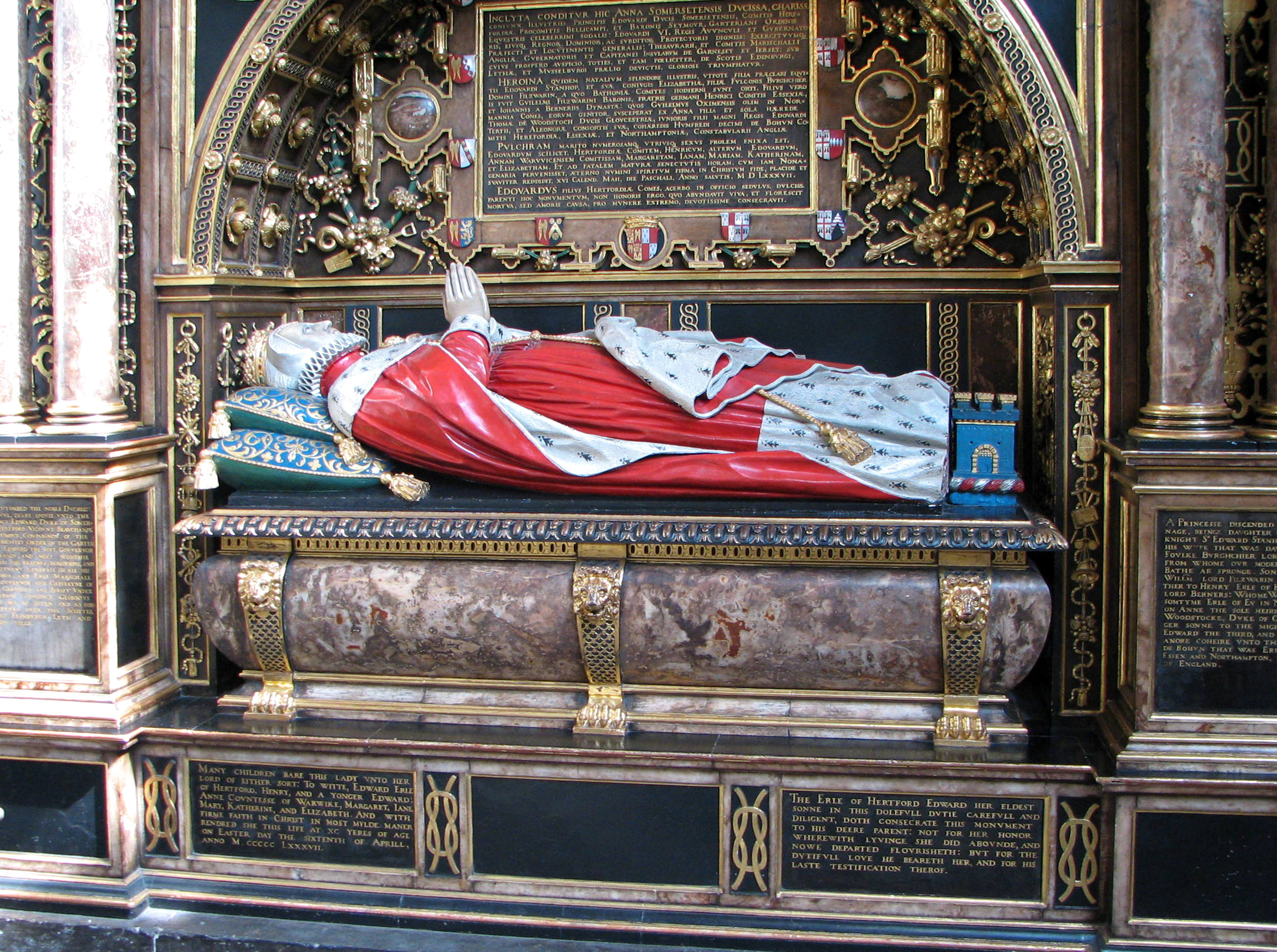
Túmulo de Anne Seymour em abadia de Westminster.

## Descendência
Ana teve sete filhos do seu casamento com Eduardo:
- Eduardo Seymour (1537 - 1539)
- Eduardo Seymour, 1.º conde de Hertford (22 de maio de 1539 - 1621)
- Ana Dudley, condessa de Warwick (1540 - 1588)
- Joana Seymour (1541 - 1561)
- Maria Seymour (n. 1552)
- Isabel Seymour (1552 - 3 de junho de 1602)
- Henrique Seymour (n. 1552)

## Na cultura popular
Ana foi interpretada pela atriz Emma Hamilton na série de televisão The Tudors.